# Любимовка (Сакский район)
Люби́мовка (до 1948 года Джабага́; укр. Любимівка, крымскотат. Cabağı, Джабагъы) — исчезнувшее село в Сакском районе Республики Крым (согласно административно-территориальному делению Украины — Автономной Республики Крым), располагавшееся на северо-востоке района, в степной части Крыма, примерно в 4 километрах севернее современного села Трудовое.

### Динамика численности населения
| - 1806 год — 41 чел. - 1864 год — 37 чел. - 1889 год — 74 чел. - 1892 год — 72 чел. | - 1900 год — 82 чел. - 1915 год — 183/15 чел. - 1926 год — 187 чел. - 1939 год — 199 чел. |

## История
Идентифицировать Джабагу среди, зачастую сильно искажённых, названий деревень в Камеральном Описании Крыма… 1784 года пока не удалось, вероятно, это Джит Аул Каракуртского кадылыка Бахчисарайского каймаканства.
После присоединения Крыма к России (8) 19 апреля 1783 года, (8) 19 февраля 1784 года, именным указом Екатерины II сенату, на территории бывшего Крымского Ханства была образована Таврическая область и деревня была приписана к Евпаторийскому уезду. После Павловских реформ, с 1796 по 1802 год, входила в Акмечетский уезд Новороссийской губернии. По новому административному делению, после создания 8 (20) октября 1802 года Таврической губернии, Джабага была включена в состав Тулатской волости Евпаторийского уезда.
По Ведомости о волостях и селениях, в Евпаторийском уезде с показанием числа дворов и душ… от 19 апреля 1806 года в деревне Джабага числилось 6 дворов и 41 житель крымский татарин. На военно-топографической карте генерал-майора Мухина 1817 года деревня Джабага обозначена с 6 дворами. После реформы волостного деления 1829 года Джабагу, согласно «Ведомости о казённых волостях Таврической губернии 1829 г», отнесли к Темешской волости (переименованной из Тулатской). На карте 1836 года в русской деревне Джабага 6 дворов, а на карте 1842 года деревня обозначена условным знаком «малая деревня», то есть, менее 5 дворов.
В 1860-х годах, после земской реформы Александра II, деревню приписали к Абузларской волости. В «Списке населённых мест Таврической губернии по сведениям 1864 года», составленном по результатам VIII ревизии 1864 года, Джабага — владельческая русская деревня, с 6 дворами и 37 жителями при колодцах. По обследованиям профессора А. Н. Козловского 1867 года, глубина колодцев в деревне  Джабога составляла 17—20 саженей (35—40 м), но вода в них была солёная и горькая. На трехверстовой карте Шуберта 1865—1876 года в деревне Джабага обозначено 7 дворов В «Памятной книге Таврической губернии 1889 года», по результатам Х ревизии 1887 года, в деревне Джабага числилось 13 дворов и 74 жителя. Согласно «…Памятной книжке Таврической губернии на 1892 год», в деревне Джабага, входившей в Биюк-Борашский участок, числилось 72 жителя в 4 домохозяйствах.
Земская реформа 1890-х годов в Евпаторийском уезде прошла после 1892 года, в результате Джабагу приписали к Кокейской волости.
По «…Памятной книжке Таврической губернии на 1900 год» в деревне числилось 82 жителя в 12 дворах. На 1914 год в селении действовала земская школа. По Статистическому справочнику Таврической губернии. Ч.II-я. Статистический очерк, выпуск пятый Евпаторийский уезд, 1915 год, в Кокейской волости Евпаторийского уезда числились 2 деревни Джабага — отрубников (2 двора с русским населением в количестве 10 человек приписных жителей) и земельного товарищества. У отрубников было 2 двора (оба с землёй) с русским населением в количестве 10 человек, из которых 6 мужчин и 4 женщины. Жители владели 36 десятинами удобной земли. В хозяйствах имелось 3 лошади, 1 корова и 1 голова мелкого скота. В деревне земельного товарищества числилось 22 двора (19 дворов с землёй, 3 — безземельные), также с русским населением в количестве 183 человек приписных жителей и 15 — «посторонних», из которых 108 мужчин и 90 женщин. Жители владели 1749 десятинами удобной земли. В хозяйствах имелось 150 лошадей, 50 волов, 45 коров и 850 голов мелкого скота.
После установления в Крыму Советской власти, по постановлению Крымревкома от 8 января 1921 года № 206 «Об изменении административных границ» была упразднена волостная система и село вошло в состав Евпаторийского района Евпаторийского уезда, а в 1922 году уезды получили название округов. 11 октября 1923 года, согласно постановлению ВЦИК, в административное деление Крымской АССР были внесены изменения, в результате которых округа были отменены и произошло укрупнение районов — территорию округа включили в Евпаторийский район. Согласно Списку населённых пунктов Крымской АССР по Всесоюзной переписи 17 декабря 1926 года, в селе Джабага (старая и новая), в составе Кокейкого сельсовета Евпаторийского района, числилось 40 дворов, из них 39 крестьянских, население составляло 187 человек, из них 61 русский, 125 украинцев, 1 белорус, действовала русская школа. Постановлением президиума КрымЦИК от 26 января 1935 года «Об образовании новой административной территориальной сети Крымской АССР» был создан Сакский район и Джабагу включили в его состав. По данным всесоюзной переписи населения 1939 года в селе проживало 199 человек.
В 1944 году, после освобождения Крыма от фашистов, 12 августа 1944 года было принято постановление № ГОКО-6372с «О переселении колхозников в районы Крыма», по которому в район из Курской и Тамбовской областей РСФСР в район переселялись 8100 колхозников, а в начале 1950-х годов последовала вторая волна переселенцев из различных областей Украины. С 25 июня 1946 года Джабага в составе Крымской области РСФСР. Указом Президиума Верховного Совета РСФСР от 18 мая 1948 года, Джабагу переименовали в Любимовку. 26 апреля 1954 года Крымская область была передана из состава РСФСР в состав УССР. Время включения в состав Крайненского сельсовета пока не установлено: на 15 июня 1960 года село уже числилось в его составе. Указом Президиума Верховного Совета УССР «Об укрупнении сельских районов Крымской области», от 30 декабря 1962 года село присоединили к Евпаторийскому району. 1 января 1965 года, указом Президиума ВС УССР «О внесении изменений в административное районирование УССР — по Крымской области», Евпаторийский район был упразднён и село включили в состав Сакского (по другим данным — 11 февраля 1963 года) и село включили в состав Сакского. Любимовка ликвидирована решением Крымского облисполкома от 16 сентября 1986 года.